# 南京汤山投毒案
南京湯山投毒案發生於2002年9月14日，地點在中華人民共和國南京市江寧區汤山镇（今汤山街道）和盛園豆漿店。此次事件是中华人民共和国成立以來最重大的中毒案。

## 事件经过
陈正平在南京市江宁区汤山镇经营“菊红”面食店期间，为琐事与汤山镇“正武”面食店业主陈宗武发生矛盾。陈正平见陈宗武面食店生意兴隆，遂怀恨在心，意图报复，所以用毒鼠強毒死客人。2002年8月23日，陈正平购买了“毒鼠强”鼠药剂12支，粉剂50克，并在其小店内做试验。9月13日晚11时许，陈正平潜入陈宗武的面食店外操作间，将“毒鼠强”投放在白糖、油酥等食品原料内，并加以搅拌。9月14日晨，陈宗武面食店使用掺有“毒鼠强”鼠药成分的食品原料制成烧饼、麻团等早点出售。上午開店之後，學生、工人、軍人陸續發生嘔吐、吐血的症狀，共造成300余人中毒，42人死亡。

## 结果
2002年9月30日，南京市中级人民法院一审判决陈正平死刑，剥夺政治权利终身。一审宣判后，陈正平不服，上诉至江苏省高级人民法院。2002年10月11日，江苏省高级人民法院依法审理后作出二审裁定，驳回陈正平的上诉。陳正平于同年10月14日被执行槍決。

### 专题报道
- 搜狐专题：南京发生严重食物中毒事故 （页面存档备份，存于）